# Sumpigaster diaristata
Sumpigaster diaristata là một loài ruồi trong họ Tachinidae.